# Joan Manel Sabanza i March
Joan Manel Sabanza i March (Móra la Nova, Ribera d'Ebre, 12 de febrer de 1955) és un polític català.

## Biografia
Ha estudiat química a la Universitat de Barcelona i a l'Escola d'Enginyers Tècnics. Des del 1977 ha treballat com a tècnic de costos a l'empresa elèctrica ENHER.
El mateix 1977 es va afiliar a ERC, i amb només 24 anys fou escollit alcalde de Móra la Nova a les eleccions municipals de 1979 i 1983. També fou elegit diputat per la circumscripció de Tarragona a les eleccions al Parlament de Catalunya de 1988 dins les llistes d'ERC, i el mateix any fou membre del Consell Comarcal de la Ribera d'Ebre. Durant la III Legislatura fou vicepresident de la Comissió d'Estudi sobre el Pla Hidrològic de les Conques Internes de Catalunya del Parlament de Catalunya de 1990 a 1992.
El desembre de 1989 va deixar ERC per afiliar-se a Esquerra Catalana, del que en va ser secretari general adjunt amb Joan Hortalà i fou escollit novament diputat a les eleccions al Parlament de Catalunya de 1992 dins les llistes de CiU. En 1993 s'afilià a Convergència Democràtica de Catalunya. Dins del Parlament de Catalunya ha estat President de la Comissió d'Indústria, Energia, Comerç i Turisme i de la Comissió de la Sindicatura de Comptes. El 1995 fou nomenat president de la Comissió Directiva de l'Agrupació de Municipis Afectats per Centrals Nuclears (AMAC).
Posteriorment ha renovat el seu càrrec a l'alcaldia de Móra la Nova per CiU a les eleccions municipals de 1987, 1991, 1995, 1999, 2003 i 2007. No es va presentar a les eleccions de 2011. Fou diputat a la Diputació de Tarragona entre 2007-2011.